# Bird Award
Der Bird Award war ein jährlich von 1985 bis 2005 auf dem North Sea Jazz Festival als Auszeichnung für das Gesamtwerk von Jazzmusikern und Personen, die sich um den Jazz verdient gemacht haben, verliehener Jazzpreis. Seit 2006 ist er als Paul Acket Award nach dem Gründer des Festivals benannt. Er ist einer der angesehensten Jazzpreise der Niederlande. Verbunden mit dem Preis ist ein Konzert der Preisträger auf dem Festival. Preisträger waren:
- 1985 Miles Davis, Albert Mangelsdorff, John Engels, Han Bennink
- 1986 David Murray, Martial Solal, Rein de Graaff
- 1987 Benny Carter, Niels-Henning Ørsted Pedersen, Piet Noordijk
- 1988 Dizzy Gillespie, Stéphane Grappelli, Willem Breuker
- 1989 Art Blakey, John Surman, Misha Mengelberg
- 1990 Stan Getz, Philip Catherine, Ruud Brink
- 1991 Barry Harris, Rita Reys, Frans Elsen
- 1992 Norman Granz, Michiel de Ruyter, Pete Felleman
- 1993 Sonny Rollins, Hans Dulfer, Paul Acket
- 1994 Ornette Coleman, Pierre Courbois, Dutch Swing College Band
- 1995 Lionel Hampton, Toots Thielemans, Ernst Reijseger
- 1996 Ray Brown, Cees Slinger, Pim Jacobs
- 1997 Clark Terry, Jasper van’t Hof, Greetje Kauffeld
- 1998 Max Roach, Hein van de Geyn, Aad Bos
- 1999 Cecil Taylor, Henk Meutgeert, Dick de Winter
- 2000 J. J. Johnson, Michael Moore, Gerry Teekens
- 2001 Toon Roos
- 2002 Joe Zawinul, Eric Vloeimans
- 2003 Pat Metheny, Rob Madna, Perico Sambeat
- 2004 Rudy Van Gelder, Martijn van Iterson
- 2005 Jos Acket, Ben Allison

Der Preisträger Pete Felleman (1921–2000) war der erste Disc-Jockey im niederländischen Radio, dessen Karriere 1947 mit einer Jazz-Sendung beim Radiosender VARA begann. Aad Bos (* 1931 in Rotterdam) war von 1960 bis 1992 bei der VARA, von 1992 bis 1996 beim VPRO als Jazz-Moderator tätig. Dick de Winter ist Radio-Musikproduzent und war mit Cees Schrama Gründer des Live-Jazz-Radioprogramms Tros Sesjun, das von 1973 bis 2003 bestand. Jos Acket ist die Ehefrau von Paul Acket, der das North Sea Jazz Festival gründete. Sie hatte lange das kommerzielle Management des Festivals organisiert. Gerry Teekens, ein ehemaliger Lehrer, der ab Ende der 1970er Jahre Tourneen für Jimmy Raney, Lee Konitz, Warne Marsh, Dexter Gordon u. a. organisierte, ist der Gründer des Jazz-Labels Criss-Cross Records.
Der Bird Award wurde 2006 – nach dem 1992 verstorbenen Ausrichter des Festivals – in Paul Acket Award umbenannt. Er wird in zwei Kategorien verliehen:
Artists deserving wider recognition
- 2006 Han Reiziger
- 2007 Gianluca Petrella
- 2008 Adam Rogers
- 2009 Stefano Bollani
- 2010 Christian Scott
- 2011 Arve Henriksen
- 2012 Craig Taborn
- 2013 Anat Cohen
- 2014 Ambrose Akinmusire
- 2015 Tigran Hamasyan
- 2016 Cécile McLorin Salvant
- 2017 Donny McCaslin
- 2018 Kaja Draksler
- 2019 Julian Lage
- 2020 keine Verleihung
- 2021 keine Verleihung
- 2022 Kris Davis
- 2023 Eve Risser

Special Appreciation (nicht jedes Jahr verliehen)
- 2006 Conrad Herwig
- 2007 Dick Bakker (* 1947, Komponist, 1991–2005 Leiter des Metropole Orkest)
- 2009 Cees Schrama (Moderator des Radioprogramms Tros Sesjun)
- 2010 Quincy Jones

Der Preisträger Han Reiziger (1934–2006) war Musikproduzent und Radio- und TV-Musikjournalist für klassische Musik, Jazz und Pop. Er begann als Kabarettpianist. Seit 1963 war er für den VPRO tätig, wo er von 1989 bis 2001 die TV-Sendung Reiziger in Muziek moderierte.